# Yaima Ortíz
Yaima Ortíz Charro est une joueuse de volley-ball cubaine née le 9 novembre 1981 à La Havane. Elle mesure 1,81 m et joue au poste de réceptionneuse-attaquante. Elle totalise 71 sélections en équipe de Cuba.

## Clubs
| Club                 | De        | À         |
| -------------------- | --------- | --------- |
| Ciudad Habana        | 2002-2003 | 2003-2004 |
| Dynamo (Moscou Rég.) | 2004-2005 | 2004-2005 |
| Ouralotchka NTMK     | 2005-2006 | 2005-2006 |
| Ciudad Habana        | 2006-2007 | 2009-2010 |
| Omitchka Omsk        | 2010-2011 | 2010-2011 |
| İqtisadçı VK         | 2011-2011 | 2011-2011 |
| Dinamo Moscou        | 2011-2012 | 2011-2012 |
| Sarıyer Belediyesi   | 2012-2013 | …         |

## Palmarès

### Équipe nationale
- Jeux olympiques
  -  2004 à Athènes
- Grand Prix Mondial
  - Finaliste : 2008.
- Coupe panaméricaine
  - Vainqueur : 2007.
- Championnat d'Amérique du Nord
  - Vainqueur : 2007.
- Jeux d'Amérique centrale et des Caraïbes
  - Finaliste: 2006.
- Jeux Panaméricains
  - Vainqueur : 2007.
  - Finaliste : 2003.

### Clubs
- Championnat de Russie
  - Finaliste : 2012.